# Danièle Fraboulet
Danièle Fraboulet est une universitaire et historienne française. Elle est professeure émérite et spécialiste d’histoire économique et sociale de la France contemporaine à l'université Sorbonne-Paris-Nord.

## Biographie
Elle y a dirigé le Centre de recherche espaces, sociétés, culture (CRESC). Ce laboratoire fait désormais partie de Pléiade. Elle est membre associée du laboratoire Institutions et Dynamiques Historiques de l’Économie et de la Société (IDHES – Paris-1).
Après avoir travaillé sur l’histoire des entreprises métallurgiques et celle de la santé au travail, ses recherches ont porté sur l’histoire du patronat au XXe siècle. Elle a animé un programme de recherche (2010-2014) sur « Les organisations patronales en Europe (XIXe-XXe siècles) », avec pour objectifs d'établir un bilan des études sur les organisations patronales au niveau international et d'ouvrir de nouvelles orientations de recherche. Ce programme a été ponctué par des manifestations scientifiques internationales publiées aux Presses universitaires de Rennes et par l’organisation de deux sessions au World Economic History Congress (Historical and international comparison of business interest associations-19th-20th century, Stellenbosch, Afrique du Sud, 2012 ; Businessmen and their organisations: impacts of the diversity on Economic Development. Europe – Asia – America - 19-21th C, Kyoto, Japon, 2015).
Elle a co-organisé en 2016 un programme de recherche sur "Les élites économiques en France (XIXe – XXe siècles)". Il avait l’ambition de constituer une base de données (http://www.symogih.org) afin de mettre en regard les structurations, les transformations, les formes d’action de ces élites avec les dynamiques conjoncturelles, économiques et/ou politiques.
En 2023, elle a fait partie du conseil scientifique du Congrès International d’histoire des entreprises en France, Crises, transitions et résiliences (Paris 14-16 juin 2023). Elle y a organisé trois sessions « Patronats et élites économiques face aux crises et aux guerres des XIX-XXe siècles ».

## Publications

### Ouvrages
- Les Entreprises sous l’Occupation. Le monde de la métallurgie à Saint-Denis, CNRS Éditions, Paris, 1998, 270 p.
- Quand les patrons s’organisent. Stratégies et pratiques de l’Union des industries métallurgiques et minières 1901-1950, Presses universitaires du Septentrion, Villeneuve-d'Ascq, 2007, 372 p.

### Direction d'ouvrages
- La ville sans bornes. La ville et ses bornes, Danièle Fraboulet et Dominique Rivière (dir.), Éditions Nolin, Paris, 2006, 327 p.
- Dictionnaire historique des patrons français, Jean-Claude Daumas, Alain Chatriot, Danièle Fraboulet, Patrick Fridenson et Hervé Joly (dir.), Flammarion, Paris, 2010, 1614 p.
- Genèse des organisations patronales en Europe (XIXe-XXe siècles), Danièle Fraboulet et Pierre Vernus (dir.), Rennes, PUR 2012
- Les organisations patronales et la sphère publique. Europe XIXe-XXe siècles, Danièle Fraboulet, Clotilde Druelle-Korn et Pierre Vernus (dir.), Rennes, PUR, 2013
- Historical and International Comparison of Business Interest Associations (19th-20th Centuries), Danièle Fraboulet & alii (eds), Bruxelles, PIE, Peter Lang, 2013
- Coopérer, négocier, s’affronter. Les organisations patronales et leurs relations avec les autres organisations collectives (Europe XIXe-XXIe siècles), Danièle Fraboulet, Cédric Humair et Pierre Vernus (dir.), Rennes, PUR, 2014
- Réguler l’économie. L’apport des organisations patronales XIXe-XXe siècles, Danièle Fraboulet, Michel Margairaz et Pierre Vernus (dir.), Rennes, PUR, 2016
- Pour une histoire sociale et politique de l’économie, Danièle Fraboulet, Philipe Verheyde (dir.), Paris, Éditions de la Sorbonne, 2020.

### Articles
- « L’impact de la Première Guerre mondiale sur les syndicats patronaux : l’exemple de la métallurgie et de la CGPF », in J.-L. Robert (dir.) Le Syndicalisme à l’épreuve de la Première Guerre mondiale, 2017, p. 109-124.
- « Pierre Sudreau à la présidence de la Fédération des Industries Ferroviaires (1963-1996) », in C. Andrieu et M. Margairaz (dir.), Pierre Sudreau, 1919-2012. Engagé, technocrate, homme d’influence, Paris, PUR, 2017, p. 161-184.
- « Le poids des organisations professionnelles de la métallurgie dans la genèse et la mise en place de la loi Astier », Cahiers du CNAM, no 9, 2018, p. 29-42
- « La longue marche vers l’égalité Hommes-Femmes au travail », Entretien avec Danièle Fraboulet et Nicole Notat réalisé par Muriel Le Roux, Entreprises et histoire', no 100, septembre 2020, p.112-126
- « Les faux semblants du paritarisme dans la métallurgie et les houillères », Danièle Fraboulet et Aurélie Philippe, in Laure Machu, Vincent Viet (dir.), Paritarismes, CHSS, 2021.
- « Alexandre Dreux (1853-1939) », p. 213, « Théodore Laurent (1863-1953) », p. 415, « Léopold Pralon (1855-1938) », p. 563, « Jean Raty (1894-1958) », p .607, « « UIMM », p. 725, in Philippe Mioche, Éric Godelier, Ivan Kharaba et Pascal Raggi, Dictionnaire historique de la sidérurgie française, Presses universitaires de Provence, 2022.